# 오! 수재나
《오! 수재나》(Oh! Susanna)는 스티븐 포스터의 민스트럴 송으로, 1848년에 최초에 출판된 가곡이다. 유럽계 미국인이나 아프리카계 미국인도 불렀던 가장 유명한 미국 노래이다.

## 배경
1846년 스티븐 포스터는 미국 오하이오주 신시내티로 이사하고, 형의 증기선 회사의 부기계를 맡았다. 미국 오하이오주 신시내티에 있는 동안 스티븐 포스터는 아마 소속하는 사교 클럽을 위해서 "오! 수재나"를 썼다. 이 노래는 1847년 9월 11일에 미국 펜실베이니아주 피츠버그에서 그 고장의 퀸테트 콘서트에서 최초에 보여 주었다. 1848년에 미국 오하이오주 신시내티의 W.C.피터스 사에서 최초에 출판되었다. 다른 민스트럴 쇼의 한자리도 이 노래를 연주하게 되었지만 대부분은 자기 자신의 이름으로 이 노래를 멋대로 저작권으로 등록하고 있어 1848년 2월 25일부터 1851년 2월 14일 사이에 21회도 등록·출판이 행하여졌다. 스티븐 포스터는 이 노래로 100달러(2012년의 달러로 환산하면 2506달러)밖에 벌 수 없었지만 파스 파운드사와 악보 1부에 대해서 2센트의 인세율로 계약하여, 미국에서 최초의 프로송 라이터가 되었다. 이 곡명은 스티븐 포스터가 사망한 누나 샤 로트(중간이름은 수잔나)로부터 잡아진 가능성이 지적되고 있다.

## 음악
이 노래는 여러 가지 전통음악이 섞어 합쳐져 있다. 아프리카의 악기인 밴조로 시작되고, 노래는 정확히 그 시기 유럽에서 미국에 전해진 폴카의 비트를 받아들이고 있다. 그렌 와즈나의 말에 의하면 이 노래는 기존의 노래 "앨라배마의 장미"(1846년)에 영향을 받고 있어, 가사나 음악을 닮아 있는 부분이 있다고 한다. 멜로디의 최초의 2회의 프레이즈는 여음계이다. 가사에 대해서는, 스티븐 포스터의 초기의 작품에 많이 보여지는 것과 같이 넌센스이다. "[ 최초의 바스는 "출발한 날은 1일 중 비였지만 건조하고 있어, 지금은 태양은 매우 뜨겁지만 죽을 만큼 춥다" (It rain”d all night the day I left, The weather it was dry, The sun so hot I froze to death...), 2번째의 바스는 "숨을 멈추기 위해서 눈을 감았다"(I shut my eyes to hold my breath...) 로 되어 있다. 또 2번째의 바스에는 "전류를 높혀서 500명의 니거를 죽였다" (De lectric fluid magnified, And killed five hundred nigger)라고 하는 가사도 등장하고 있다.
노래는 전세계적으로 널리 퍼진 우리가 흔히 들을 수 있는 곡들 중 하나이다. 특히 2010년대 중반에 조선민주주의인민공화국의 청봉악단이 재즈 느낌의 《오! 쑤잔나》로 편곡, 번안하여 노래했다. 번안된 가사는 “(1절)멀고 먼 앨러배머 나의 고향은 그곳... (2절)사위가 번영할제 나는 꿈을 꾸었네...“이다. 한국어 번안 가사와 거의 일치한다.

## 인기의 확산
이 노래는 스티븐 포스터의 대표 곡일뿐만 아니라 미국에서 가장 유명한 노래 중 하나이다. 또 가사는 미국 캘리포니아에 여행을 떠나는 내용에 어레인지되어 포티나이나즈의 비공식 테마 곡이 되었다. 펜실베이니아 독일어의 이 노래는, 멜로디는 스티븐 포스터의 이전 것이지만 가사는 완전히 다른 내용이다. 학교 교육에서도 이용하고 있으며, 각국의 초등학교와 중학교의 음악 교과서에도 실려 있다.

## 주된 녹음
1955년에 싱깅 독스가 부른 코믹 버전은 미국의 빌보드 팝 싱글 차트에서 22위를 기록했다. 1965년에 발표된 버즈의 2nd 앨범 "턴턴턴"의 최종 트랙에 유머러스한 "오! 수재나"가 수록되어 있다. 제임스 테일러도 1970년에 발표한 2nd 앨범 "스위트 베이비 제임스"에 이 노래를 수록하였다. 닐 영의 2012년 앨범 "아메리카나"의 최초의 트랙에 이 노래가 수록되어 있다. 1963년, 포크 그룹의 빅 스리는 팀 로즈의 어레인지 아래 "The Banjo Song"으로 이 노래를 녹음했다. 그 외에도 여러 음악가에 의해 커버되고 있다.